# Band-e Kaisar
Band-e Kaisar (perz. ند قیصر, dosl. Cezarova brana) je starovjekovni most u Šuštaru odnosno jedna od najstarijih mostovnih brana u Iranu. Prilikom njegove gradnje u 3. stoljeću sudjelovali su i rimski zarobljenici u službi sasanidskih vladara. Budući da je građen u rimskom stilu često ga se naziva najistočnijim rimskim mostom odnosno branom, smješetnim duboko u iranskom teritoriju. Njegova izgradnja i dvostruka namjena imala je snažan utjecaj na kasniji razvoj iranskog mostovnog graditeljstva.
Oko 500 m duga ustava preko Karuna, najvodonosnije iranske rijeke, jedna je od 16 glavnih građevina Šuštarskog hidrauličkog sustava na kome se temeljila poljoprivredna proizvodnja u okolici grada. Navedeni sustav je 2009. godine upisan kao 10. iransko mjesto UNESCO-ove Svjetske baštine. Most je, pak, imao značajnu ulogu kao komunikacija između Pasargada i sasanidske prijestolnice Ktezifonta. Više je puta dograđivan i popravljan u islamskom razdoblju, a u upotrebi je ostao do konca 19. stoljeća kada je djelomično urušen zbog snažnih poplava.

## Poveznice
- Šuštarski hidraulički sustav